# Highland Cemetery (Roclincourt)
Le  Highland Cemetery (Roclincourt) est un cimetière militaire de la Première Guerre mondiale, situé sur le territoire de la commune de Roclincourt, dans le département du Pas-de-Calais, au nord d'Arras. Trois autres cimetières britanniques sont implantés sur le territoire de cette commune : le Arras Road Cemetery, le Roclincourt Military Cemetery et le Roclincourt Valley Cemetery.

## Localisation
Ce cimetière est situé au beau milieu des cultures à 500 m au nord-est du village. Il est accessible, depuis la rue de Douai, en empruntant un chemin dédié sur 200 m.

## Histoire

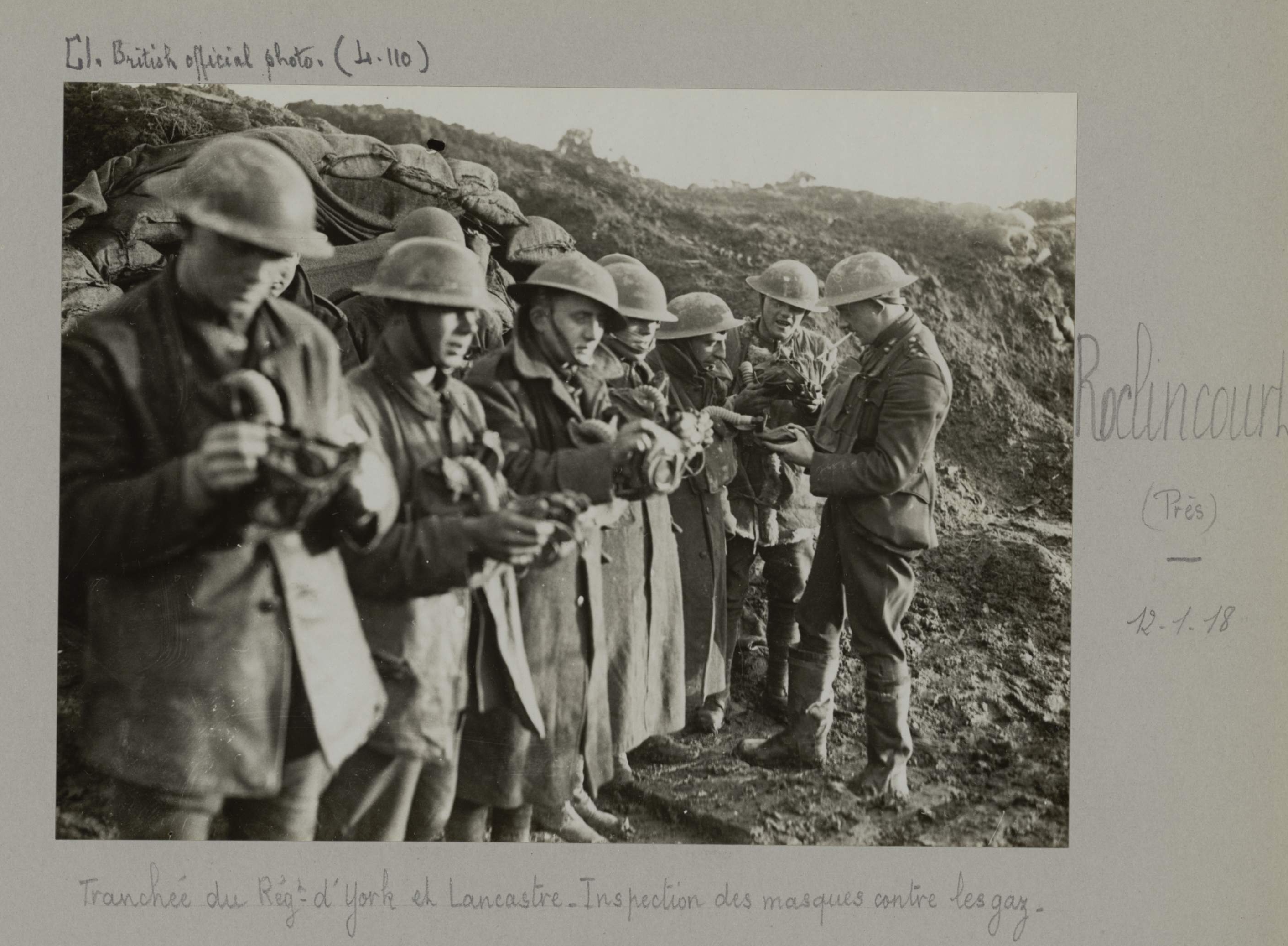
Soldats britanniques inspectant leur masque contre les gaz dans une tranchée à Roclincourt en janvier 1918.

Le village de Roclincourt se trouvait juste sur la ligne de front en 1917. Le 9 avril 1917, premier jour de la bataille d'Arras, les troupes du Commonwealth attaquèrent le secteur. C'est à cette date que fut créé le Highland Cemetery  pour inhumer les victimes des combats.
Après l'Armistice, des tombes provenant de cimetières militaires provisoires ont été ajoutées.
Ce cimetière comporte plus de 322 victimes de guerre de 1914 à 1918 dont 56 sont non identifiées .

## Caractéristiques
Ce cimetière a un plan rectangulaire de 35 m sur 30, entièrement clos par un muret de moellons.

## Galerie

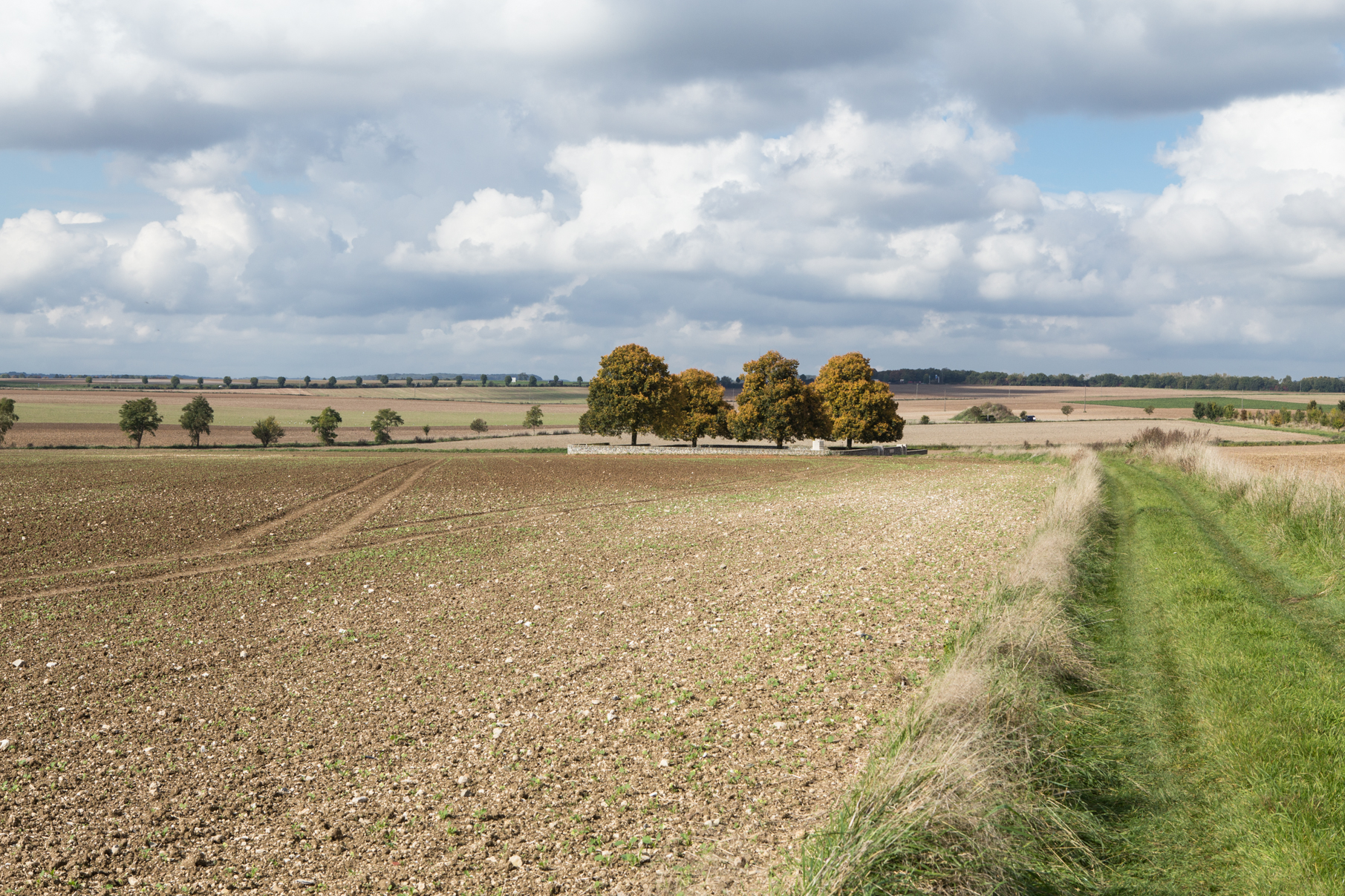
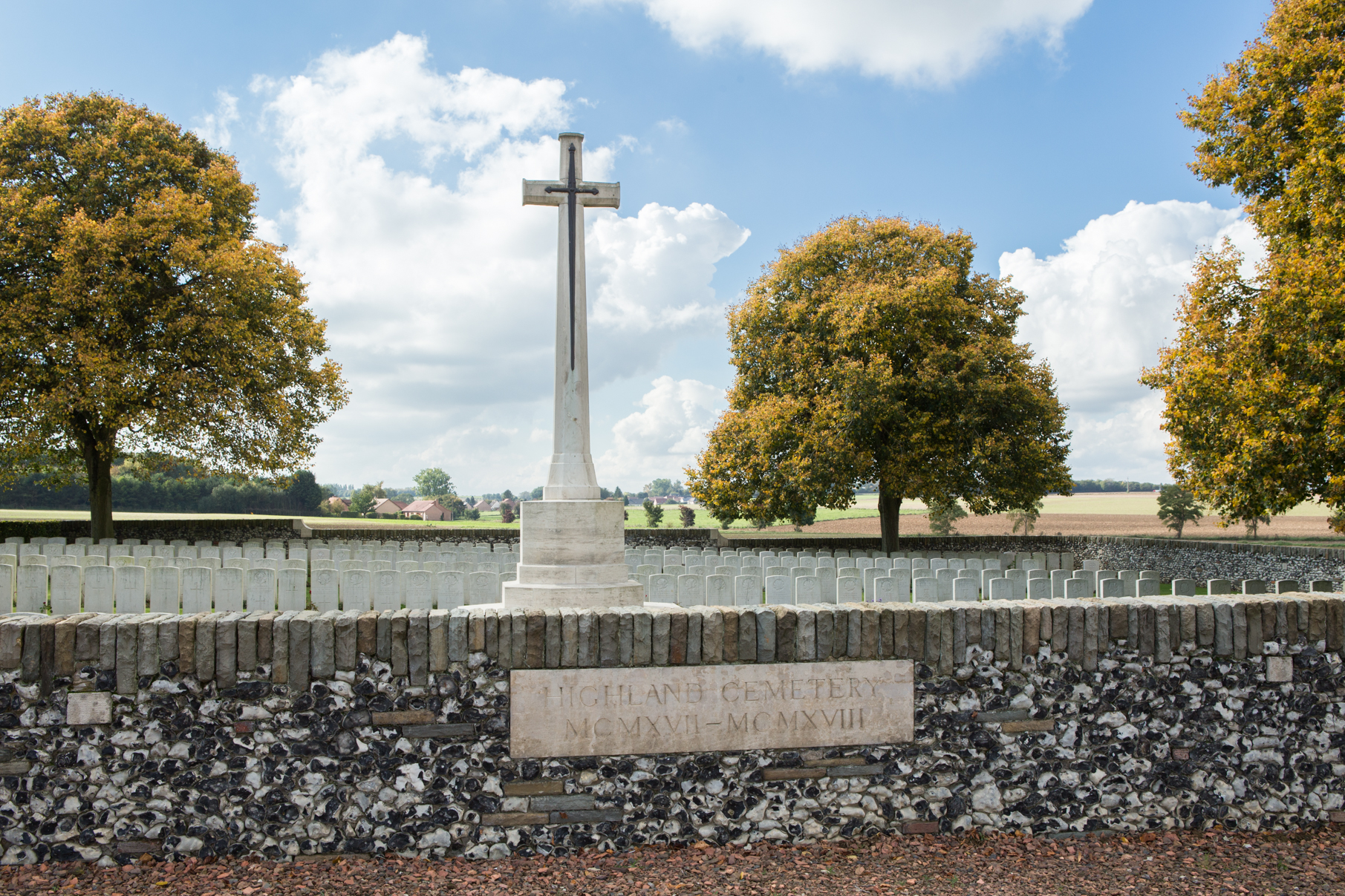
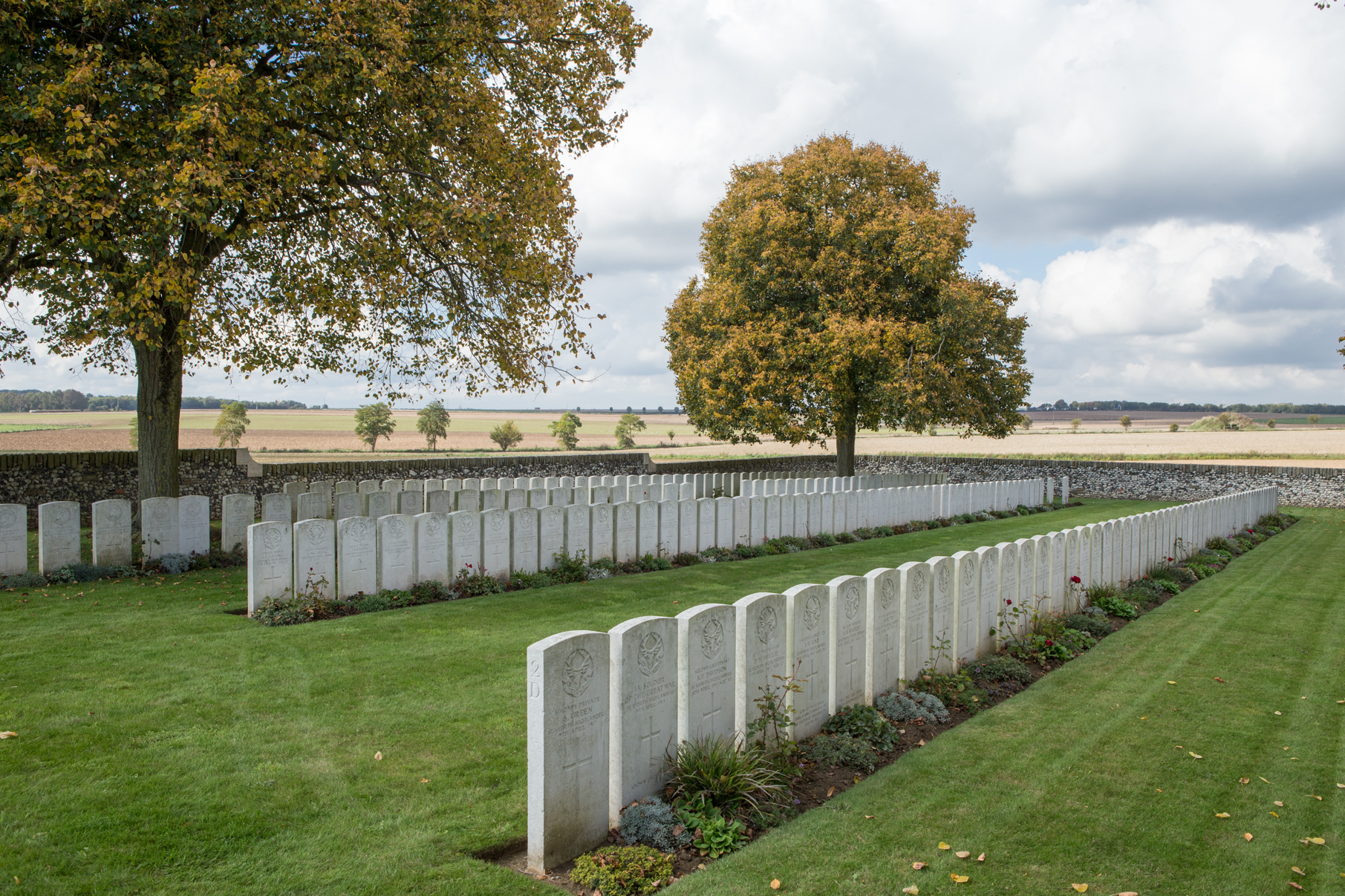
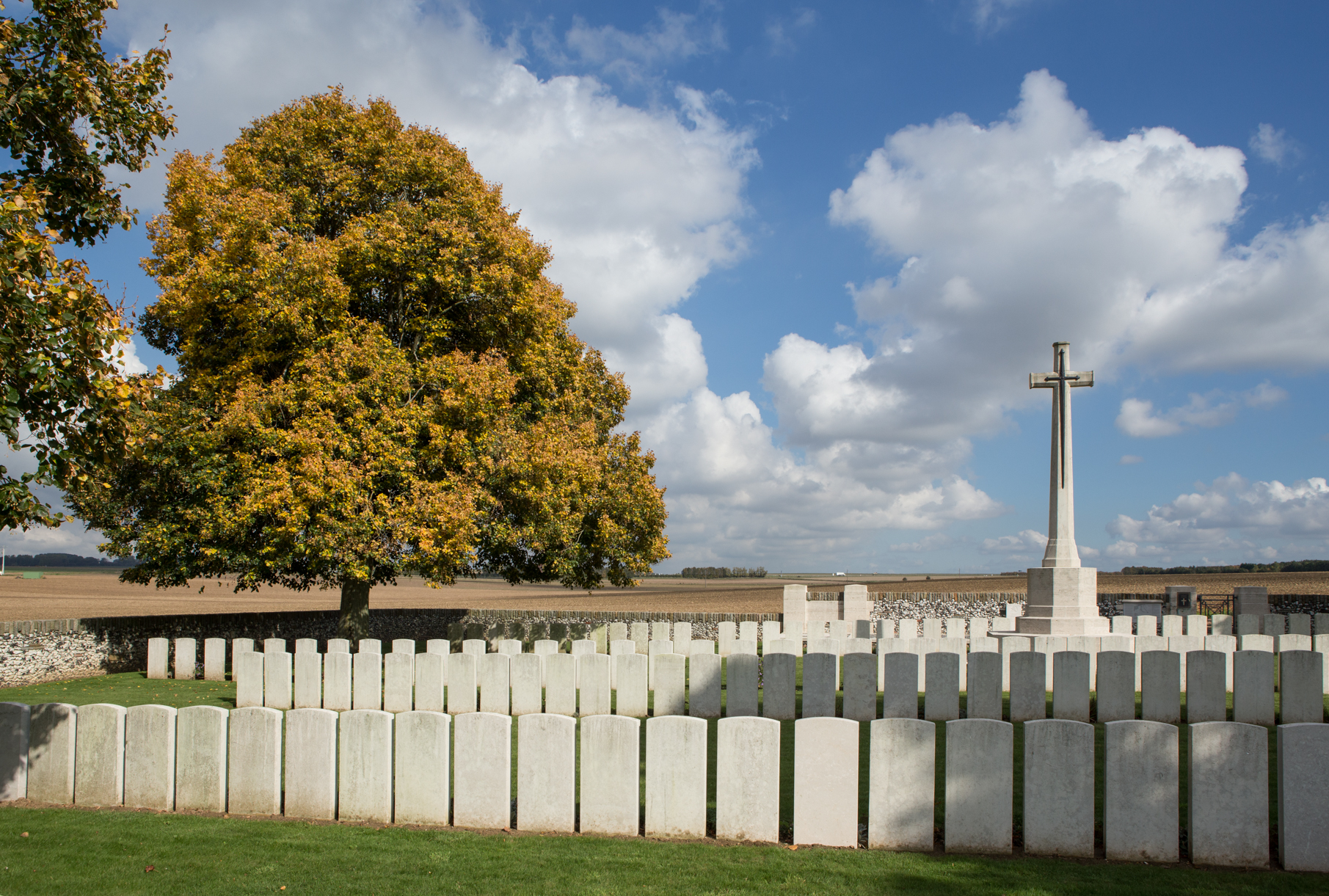
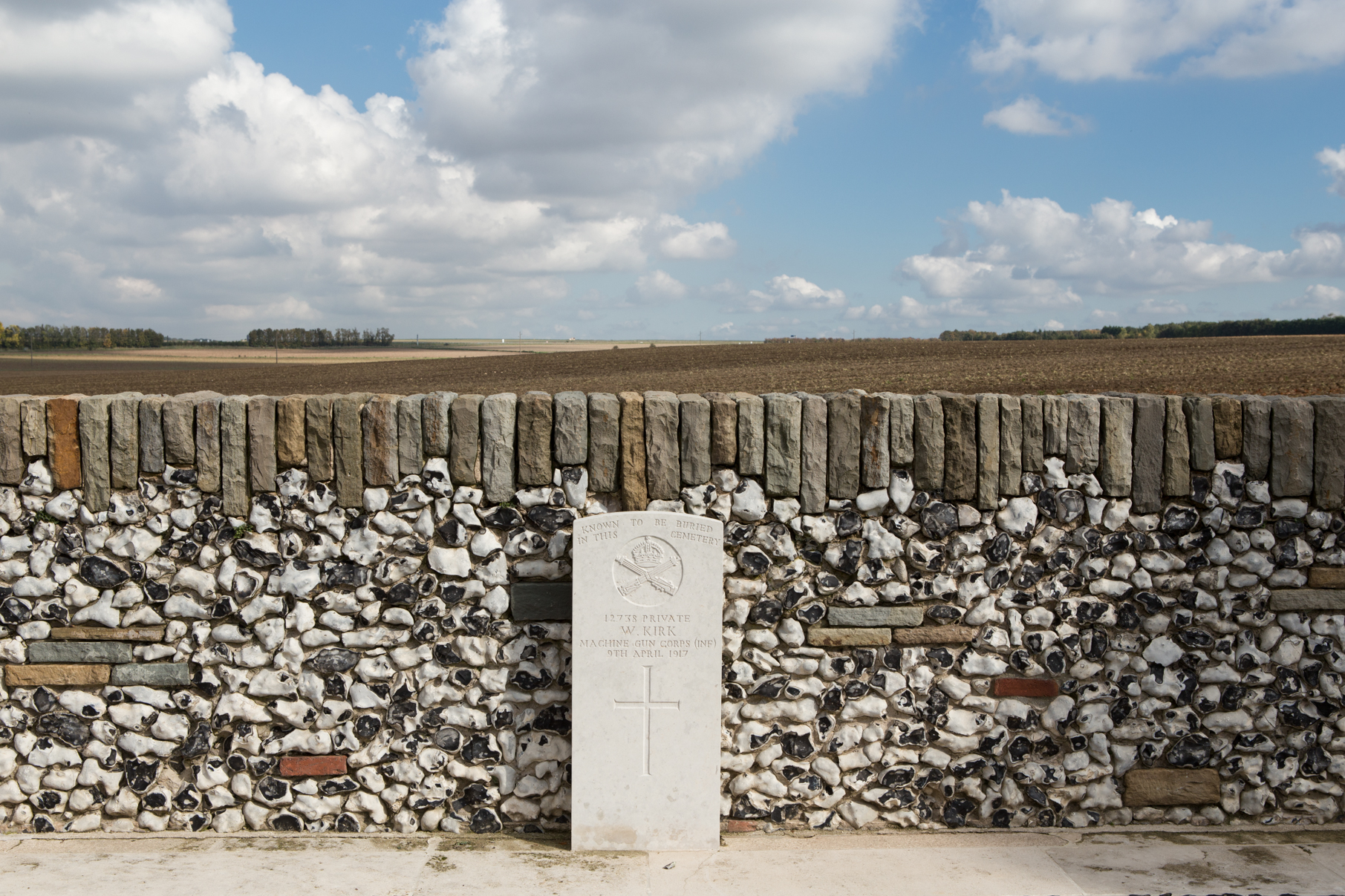
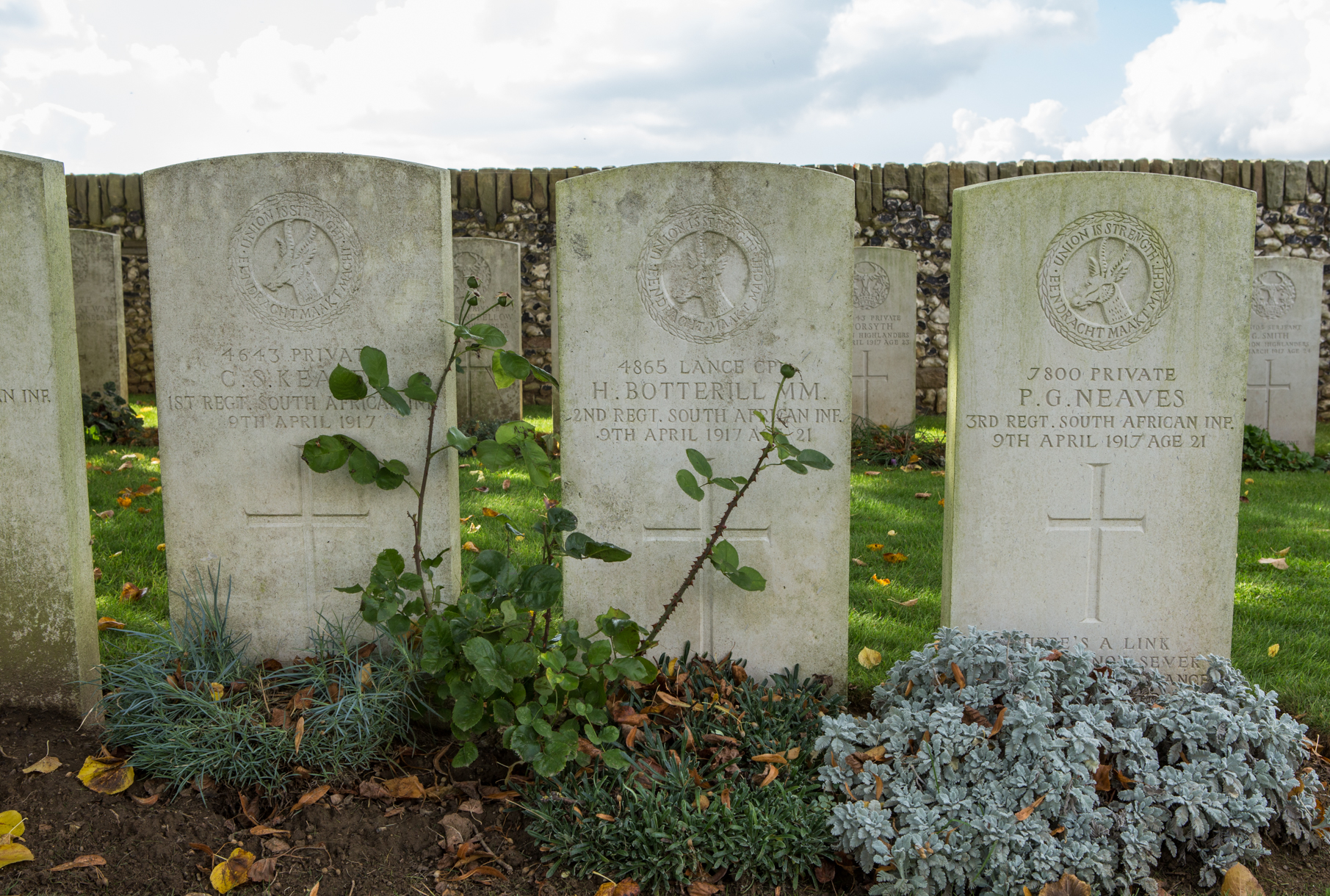

## Sépultures
| Pays           | Sépultures |
| -------------- | ---------- |
| Royaume-Uni    | 273        |
| Canada         | 33         |
| Afrique du Sud | 16         |
| Total          | 322        |

## Pour approfondir